# Aosaginohi

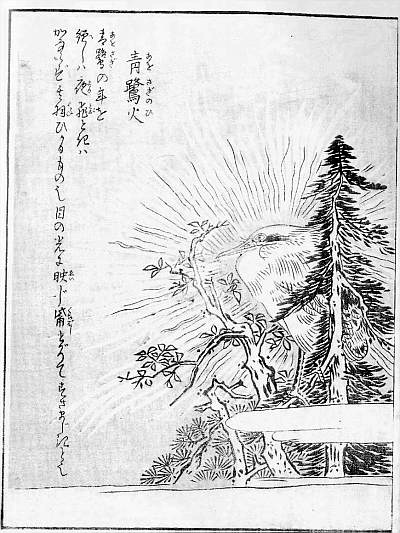
Illustration de laosaginohi par Toriyama Sekien.

Aosaginohi ou Aosagibi (青鷺火, « héron bleu de feu ») est un esprit du folklore japonais. Il apparaît sous la forme d'un Bihoreau gris luminescent.

## Sources
- (en) Liste des démons japonais sur le site Inuyasha: a feudal fairy tale